# Juraj Demeč
Juraj Demeč (ur. 29 stycznia 1945 w Użhorodzie) – czechosłowacki lekkoatleta, sprinter, mistrz Europy z 1971.
Startował w europejskich igrzyskach juniorów w 1964 w Warszawie, gdzie odpadł w eliminacjach biegu na 400 metrów, a w sztafecie szwedzkiej zajął wraz z kolegami 5. miejsce. Na pierwszych europejskich igrzyskach halowych w 1966 w Dortmundzie zdobył srebrny medal w sztafecie 4 × 2 okrążenia. Startował na mistrzostwach Europy w 1966 w Budapeszcie, gdzie odpadł w eliminacjach biegu na 100 metrów.
Zdobył złoty medal w sztafecie 4 × 100 metrów na mistrzostwach Europy w 1971 w Helsinkach (w składzie: Ladislav Kříž, Demeč, Jiří Kynos i Luděk Bohman). Odpadł w eliminacjach biegu na 100 metrów. 
Na igrzyskach olimpijskich w 1972 w Monachium odpadł w eliminacjach biegu na 100 m, a sztafeta  × 100 m z jego udziałem zajęła w finale 4. miejsce (biegła w składzie: Jaroslav Matoušek, Demeč, Kynos i Bohman). Osiągnięty wówczas wynik – 38,82 s jest do tej pory rekordem Czech. Na halowych mistrzostwach Europy w 1973 w Rotterdamie i na halowych mistrzostwach Europy w 1974 w Göteborgu odpadał w eliminacjach biegu na 60 metrów. Odpadł w eliminacjach biegu na 100 m podczas mistrzostw Europy w 1974 w Rzymie, a w sztafecie 4 × 100 m zajął 8. miejsce.
Juraj Demeč był mistrzem Czechosłowacji w biegu na 100 m w 1967, 1970, 1972 i 1973, a także halowym mistrzem Czechosłowacji w biegu na 60 m w 1974 i 1975.
Oprócz kilku rekordów w sztafecie 4 × 100 m wyrównał również rekord Czechosłowacji na 100 m (10,1 s 18 sierpnia 1972 w Pradze).